# 塞西爾 (阿肯色州)
塞西爾（英語：Cecil）是位於美國阿肯色州富蘭克林縣的一個非建制地區。該地的面積和人口皆未知。

## 地理
塞西爾的座標為35°26′19″N 93°56′41″W / 35.43861°N 93.94472°W，而該地的平均海拔高度為264米（即866英尺）。